# Кабрера, Рамон
Рамо́н Кабре́ра-и-Гриньо́ (исп. Ramón Cabrera y Griñó; 27 декабря 1806, Тортоса — 24 мая 1877, Уэнтуорт) — испанский карлистский генерал.

## Биография
Происходил из бедного семейства. Поступил в семинарию и уже принял первое посвящение, когда епископ отказался рукоположить его в священники вследствие его бурного поведения.
В 1833 году Кабрера примкнул к одному из карлистских отрядов, был несколько раз ранен и выделился храбростью и жестокостью, при чем не уважал ни имущества, ни жизни мирного населения, особенно после того, как генерал Эспос-и-Мина приказал расстрелять его мать и трёх сестер. За это Кабрера, в свою очередь, распорядился казнить 1100 солдат, 100 офицеров и 4 жен генералов, захваченных в плен.
В 1836 году Кабрера со своими войсками прошёл Арагон, Валенсию и Андалусию и имел ряд кровопролитных столкновений с королевскими войсками, которыми командовали Эспартеро и О’Доннелл (при Буньоле, Бурхасота и др.); потерпев поражение при Торре-Бланка, он овладел затем сильной крепостью Морелья, за что Дон-Карлос дал ему титул графа Морелья и звание генерал-капитана Арагона, Валенсии и Мурсии. Сдача карлистского генерала Мороте была роковым ударом для претендента, но Кабрера пытался еще сопротивляться некоторое время.
В 1840 году Кабрера был разбит Эспартеро в Каталонских горах и перешел через французскую границу с остатками своих войск, причём был арестован французскими властями и заключен в крепость Гам.
В 1848 году Кабрера совершил попытку поднять новое восстание, но был разбит при Пастерале (29 января 1849 года) и бежал в Англию, где повел мирную жизнь, женившись на англичанке.
В 1873 году Кабрера опубликовал воззвание, в котором приглашал претендента подчиниться Альфонсу XII, за что последний признал за ним титул графа Морелья и чин генерал-капитана, а Дон-Карлос объявил его изменником и лишил этого титула и чина.